# Amiot 354
Amiot 354 là mẫu máy bay cuối cùng trong loạt máy bay ném bom hai động cơ của không quân Pháp tham gia Trận chiến nước Pháp.

## Biến thể
Amiot 340.01
Có 2 động cơ 686 kW (920 hp) Gnome-Rhône 14P (1 chiếc)
Amiot 350
351 lắp động cơ 686 kW (920 hp) Hispano-Suiza 12Y-28 / Hispano-Suiza 12Y-29 (1 chiếc)
Amiot 351.01
Mẫu thử Amiot 351.
Amiot 351
Lắp 2 động cơ 707 kW (950 hp) Gnome-Rhône 14N-48 38/39, (17 chiếc)
Amiot 352
351 lắp 2 động cơ 820 kW (1,100 hp) Hispano-Suiza 12Y-50 / Hispano-Suiza 12Y-51 (1 chiếc)
Amiot 353
351 lắp 2 động cơ 768 kW (1,030 hp) Rolls-Royce Merlin III (1 chiếc)
Amiot 354
ắp 2 động cơ 798 kW (1,070 hp)Gnome-Rhône 14N-48 / Gnome-Rhône 14N-49 (45 chiếc)
Amiot 355.01
351 lắp 2 động cơ 895 kW (1,200 hp) Gnome-Rhône 14R-2 / Gnome-et-Rhone 14R-3 (1 chiếc)
Amiot 356.01
354 lắp 2 động cơ 842 kW (1,130 hp) Rolls-Royce Merlin X (1 chiếc)
Amiot 357
Mẫu thử tầng cao với buồng lái điều áp, lắp 2 động cơ tăng áp 895 kW (1,200 hp) Hispano-Suiza 12Z-89 (1 chiếc)
Amiot 358
351 lắp 2 động cơ 895 kW (1,200 hp) Pratt & Whitney R-1830 (1 chiếc)
Amiot 370
Lắp 2 động cơ 642 kW (860 hp) Hispano-Suiza 12Yjrs / Hispano-Suiza 12Yjrs (1 chiếc)

## Quốc gia sử dụng
Pháp
- Armee de l'Air

 Germany
- Luftwaffe

## Tính năng kỹ chiến thuật (Amiot 354 B4)
War Planes of the Second World War: Volume Seven Bombers and Reconnaissance Aircraft 

### Đặc điểm riêng
- Tổ lái: 4
- Chiều dài: 14,50 m (37 ft 6¾ in)
- Sải cánh: 22,83 m (74 ft 10¾ in)
- Chiều cao: 4,08 m (13 ft 4½ in)
- Diện tích cánh: 67,0 m² (721 ft²)
- Trọng lượng rỗng: 4.735 kg (10.417 lb)
- Trọng lượng có tải: 11.324 kg (24.912 lb)
- Động cơ: 2 × Gnome-Rhône 14N48/49, 791 kW (1.060 hp) mỗi chiếc

### Hiệu suất bay
- Vận tốc cực đại: 480 km/h (259 knots, 298 mph)
- Vận tốc hành trình: 349 km/h (189 knots, 217 mph)
- Tầm bay: 3.502 km (1.891 nmi, 2.175 mi)
- Trần bay: 10.000 m (32.800 ft)

### Vũ khí
- 3 khẩu MAC 1934 7,5 mm (.295 in) hoặc 2 khẩu MAC 1934 7,5 mm (.295 in) MAC 1934 và 1 khẩu pháo 20 mm
- 1.200 kg (2.650 lb) bom